# Station Rogart
Station Rogart (Engels: Rogart railway station) is het spoorwegstation van de Schotse plaats Rogart. Het station ligt aan de Far North Line en is geopend in 1868.